# Maximilian Braun (Schauspieler)
Maximilian Braun (* 13. Oktober 1996 in Halle (Saale)) ist ein deutscher Schauspieler und Synchronsprecher.

## Leben und Karriere

### Theater
Maximilian Braun interessierte sich frühzeitig für die Schauspielerei, mit der er in der 2. Klasse in der Schultheater-AG begann. Ab 2007 übernahm er unter der Regie von Herbert Fritzsch und Claudia Bauer am neuen theater Halle einige kleinere Rollen. Unter anderem verkörperte er dort 2010 den jungen Siward in Macbeth. Von 2013 bis 2016 war Braun Mitglied im Jugendtheaterverein „spielmitte e.V.“ in Halle (Saale). Seit März 2017 ist er als einer von sechs jungen Männern an der Deutschen Oper Berlin in Benjamin Brittens Oper Death in Venice zu sehen. In der Spielzeit 2018/19 war er am Kleinen Theater Falkensee einer von vier Mephistos (gemeinsam mit Katharina Kusch, Sebastian Maihs, Joseph Birke und Phileas Heim) in einer modernen Bühnenfassung von Goethes Faust.

### Fernsehen
Sein Debüt im Fernsehen hatte Braun 2012 in der ARD-Krimiserie Heiter bis tödlich: Akte Ex, in der er in der Episode Fernweh die Rolle des Jakob spielte. Von August 2017 (Folge 6311) bis Juni 2019 (Folge 6786) war er in der RTL-Serie Gute Zeiten, schlechte Zeiten als Luis Ahrens, der Praktikant in der Architekturfirma von GZSZ-Urgestein Professor Dr. Dr. Hans-Joachim „Jo“ Gerner (Wolfgang Bahro), zu sehen. In dem Märchenfilm Prinz Himmelblau und Fee Lupine (2016) nach einem Feenmärchen aus Christoph Martin Wielands Dschinnistan spielte er den Feenjüngling Aurel. In dem Kurzfilm Irgendwer, der im November 2017 bei den Biberacher Filmfestspielen aufgeführt wurde, spielte er den jungen Deutschen Otto, der im Zweiten Weltkrieg die einrückenden Russen vom Kellerfenster aus beschießt, bis er schließlich selbst erschossen wird. In der 35. Staffel der ZDF-Serie SOKO München (2020) übernahm Braun eine der Episodenrollen als tatverdächtiger Freund einer jungen Frau aus einer Mädchengang.
Außerdem ist er auch als Synchronsprecher tätig. In der deutsch-tschechischen Spielfilm-Koproduktion Orangentage (Kinostart: Mai 2019) lieh er der Hauptrolle des 16-jährigen Darek – eigentlicher tschechischer Originalschauspieler Tomás Dalecký – seine Stimme.
Im November 2018 nahm er gemeinsam mit Riccardo Simonetti an der Quizsendung Wer weiß denn sowas? im Team Bernhard Hoëcker teil.

### Privates
Seine beiden jüngeren Brüder Moritz (* 2004) und Anton Bulka (* 2006) sind Jugendturner beim SV Halle. Braun spielte mehrere Musikinstrumente, wie Cajón, Gitarre und Ukulele. Er lebt in Potsdam.

## Theater
- 2007: Medea, Rolle: Absurdus, neues theater Halle
- 2010: Das Haus in Montevideo, Rolle: Demecius, neues Theater Halle
- 2010: Macbeth, Rolle: junger Siward, neues Theater Halle
- 2010: Wenn es Nacht wird, Rolle: Kind, Puppentheater Halle
- 2013: Adler ohne Latschen, Rolle: Geist, spielmitte e.V.
- 2013: Irgendwas mit Liebe, Rolle: Sofiane Schulze, spielmitte e.V.
- 2013: ich will nicht ins Schwimmbad, Rolle:Vater, spielmitte e.V.
- 2015: Mit dem ist nicht gut Pflaumen essen, Rolle: Max, spielmitte e.V.
- seit 2017: Death in Venice, Rolle: Junge, Deutsche Oper Berlin
- 2018: Faust, Rolle: Mephisto, Kleines Theater Falkensee

## Filmografie
- 2012: Heiter bis tödlich: Akte Ex (Folge: Fernweh)
- 2012: Die Reichsgründung
- 2014: Story to be Told
- 2014: Mach mal nʼ Ausflug
- 2015: In aller Freundschaft – Die jungen Ärzte (Stimmenauftritt als Dr. Franziska Ruhlands Sohn – Staffel 2)
- 2016–2018: Schloss Einstein
- 2016: Prinz Himmelblau und Fee Lupine
- 2017: Irgendwer (Kurzfilm)
- 2017–2019: Gute Zeiten, schlechte Zeiten
- 2018: Das Tagebuch (Kurzfilm)
- 2020: SOKO München (Folge: Endstation)

## Synchron
- 2019: Orangentage (Uzly a pomerance)